# ویکتوریا ربنزبورگ
ویکتوریا ربنزبورگ (انگلیسی: Viktoria Rebensburg؛ زادهٔ ۴ اکتبر ۱۹۸۹) اسکی‌باز آلپاین اهل آلمان است.
وی همچنین برندهٔ جوایزی همچون برگ بوی نقره‌ای شده‌است.